# Aplosonyx pahangi
Aplosonyx pahangi es un coleóptero de la familia Chrysomelidae. Fue descrita científicamente por primera vez en 1990 por Mohamedsaid.